# Maison communale de Forest
La maison communale de Forest (en néerlandais : Gemeentehuis van Vorst) est un bâtiment de style « Art déco » édifié par l'architecte Jean-Baptiste Dewin sur le territoire de la commune de Forest dans la région de Bruxelles-Capitale en Belgique.
Qualifié de prototype de l'Art déco bruxellois, cet édifice illustre le rôle de premier plan joué par l'architecture publique durant la période Art déco.

## Localisation
La maison communale de Forest se dresse à l'angle de la chaussée de Bruxelles et de la rue du Curé, en face de l'église Saint-Denis de Forest et de l'abbaye de Forest, et non dans le quartier du parc Duden comme prévu initialement.

## Historique
En 1912, Jean-Baptiste Dewin visite, en compagnie d'autres architectes, le palais Stoclet de Josef Hoffmann. L'influence exercée sur Dewin par ce chef-d'œuvre de la Sécession viennoise se ressentira dans la conception de la maison communale de Forest, principalement au niveau de la structure de la tour, des matériaux utilisés et de l'esthétique de la cage d'escalier,.
Au lendemain de la Première Guerre mondiale, la commune de Forest souhaite construire un hôtel communal représentatif de son statut de commune florissante. Il est envisagé de construire cette nouvelle maison communale à l'emplacement de l'actuel stade de l'Union Saint-Gilloise au parc Duden mais, après bien des discussions, il est décidé de conserver l'emplacement de l'ancienne maison communale, un édifice de style néo-classique qui datait de 1828.
La conception de l'édifice par Jean-Baptiste Dewin débute dès 1925,,,. Le conseil communal approuve les plans définitifs en 1931, et la construction se déroule de 1935 à 1938 : la première pierre du bâtiment est posée officiellement le 19 mai 1935 et le bâtiment est inauguré le 9 juillet 1938.
La décoration extérieure et intérieure du bâtiment a impliqué de nombreux artistes (sculpteurs, spécialistes en vitraux, peintres, tailleurs de pierre) tels que Victor Rousseau, Jacques Marin, Marnix d'Haveloose, Baltus, Canneel, Stoffyn et Tricot.
Pendant la Seconde Guerre mondiale, l'édifice eut à souffrir du deuxième bombardement de Forest le jeudi 25 mai 1944 durant lequel la façade et le porche d'entrée situé chaussée de Bruxelles subirent d'énormes dégâts,.
L'extérieur, l'intérieur et le mobilier sont classés depuis le 22 octobre 1992 et figurent à l'Inventaire du patrimoine architectural de la Région de Bruxelles-Capitale sous la référence 2322-0015/0.
Le bâtiment fait l'objet d'une restauration en 2015-2016.

## Architecture

### Le beffroi

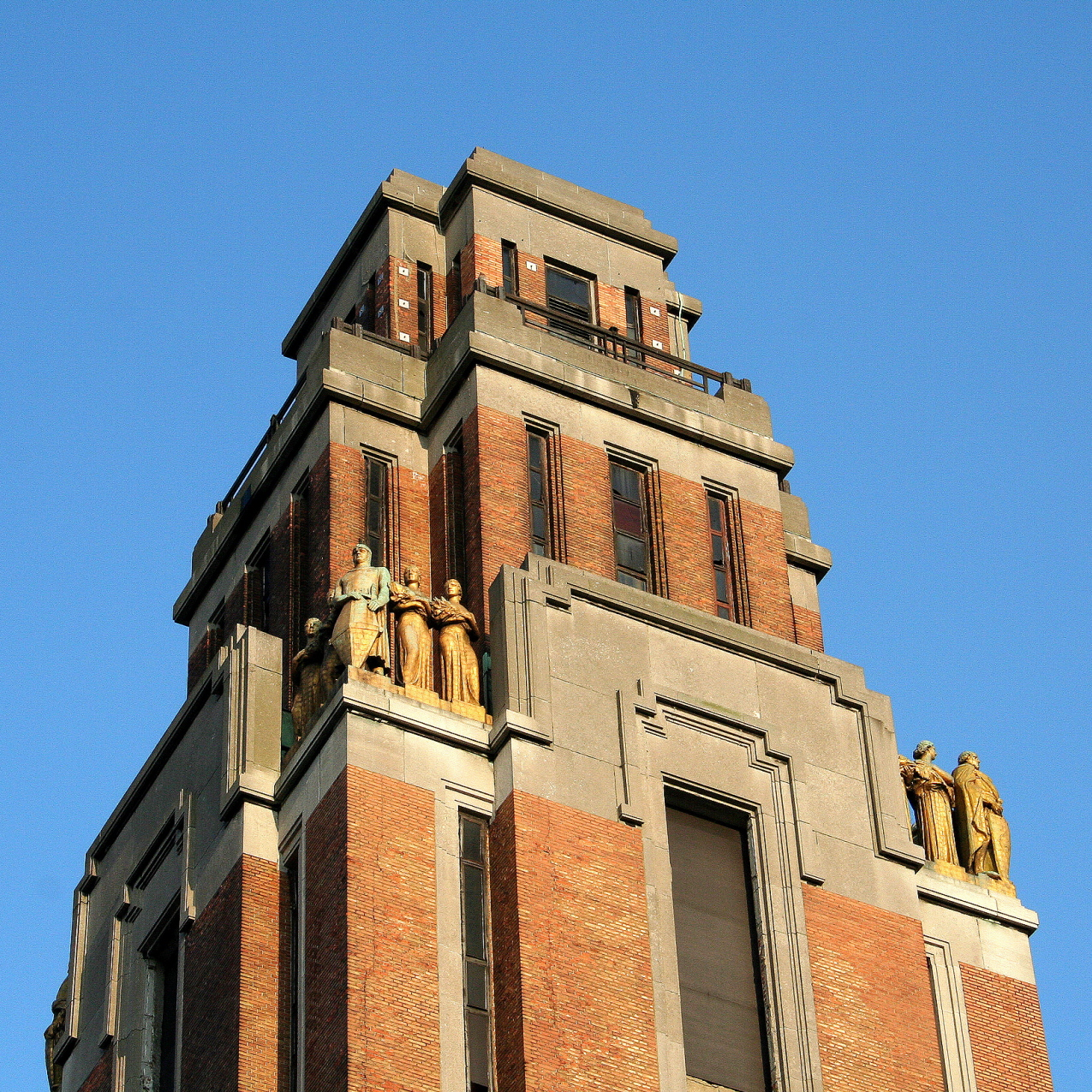
Sommet du beffroi

La maison communale est dominée par la haute silhouette du beffroi, symbole des libertés communales et de l'indépendance du pouvoir communal par rapport au clergé. 
Placé de manière asymétrique par rapport au bâtiment principal, ce beffroi à étages, dont on a déjà dit qu'il reflète l'influence de la tour du palais Stoclet, est orné de grandes statues en tôle cuivre rivetée. Elles sont dorées à la feuille et sont l'œuvre des sculpteurs Jacques Marin et Marnix d'Haveloose. La plus impressionnante des statues représente l'homme défenseur des droits des citoyens.

### Les porches
Le porche principal, situé chaussée de Bruxelles, face au parc et au pied du beffroi, répond par son horizontalité à la verticalité de ce dernier. Réalisé en pierre bleue, il donne accès à la salle des mariages, située au rez-de-chaussée, et à un escalier monumental de marbre noir, gris et blanc qui mène à la salle du conseil communal,.
Le deuxième porche, situé sur le côté droit du bâtiment, rue du Curé, est plus petit et donne accès à la salle des guichets et aux bureaux administratifs,.
Les chapiteaux des piliers des porches sont ornés de bas-reliefs qui évoquent la vie familiale et les métiers locaux comme la brasserie, la blanchisserie ou la cordonnerie,.

### Les façades
Combinant la brique orange et la pierre bleue, les façades présentent de nombreux pilastres de briques dont les chapiteaux en pierre bleue sont ornés de masques de tragédie grecque ou de gueules d'animaux (poissons, félins) d'où sortent parfois des tuyaux d'évacuation des eaux de pluie.
Les façades présentent de nombreux pignons à redents dont les plus grands portent des représentations de pélican ou d'hippocampe.